# Aerangis fastuosa
Aerangis fastuosa es una orquídea epífita originaria de Madagascar.

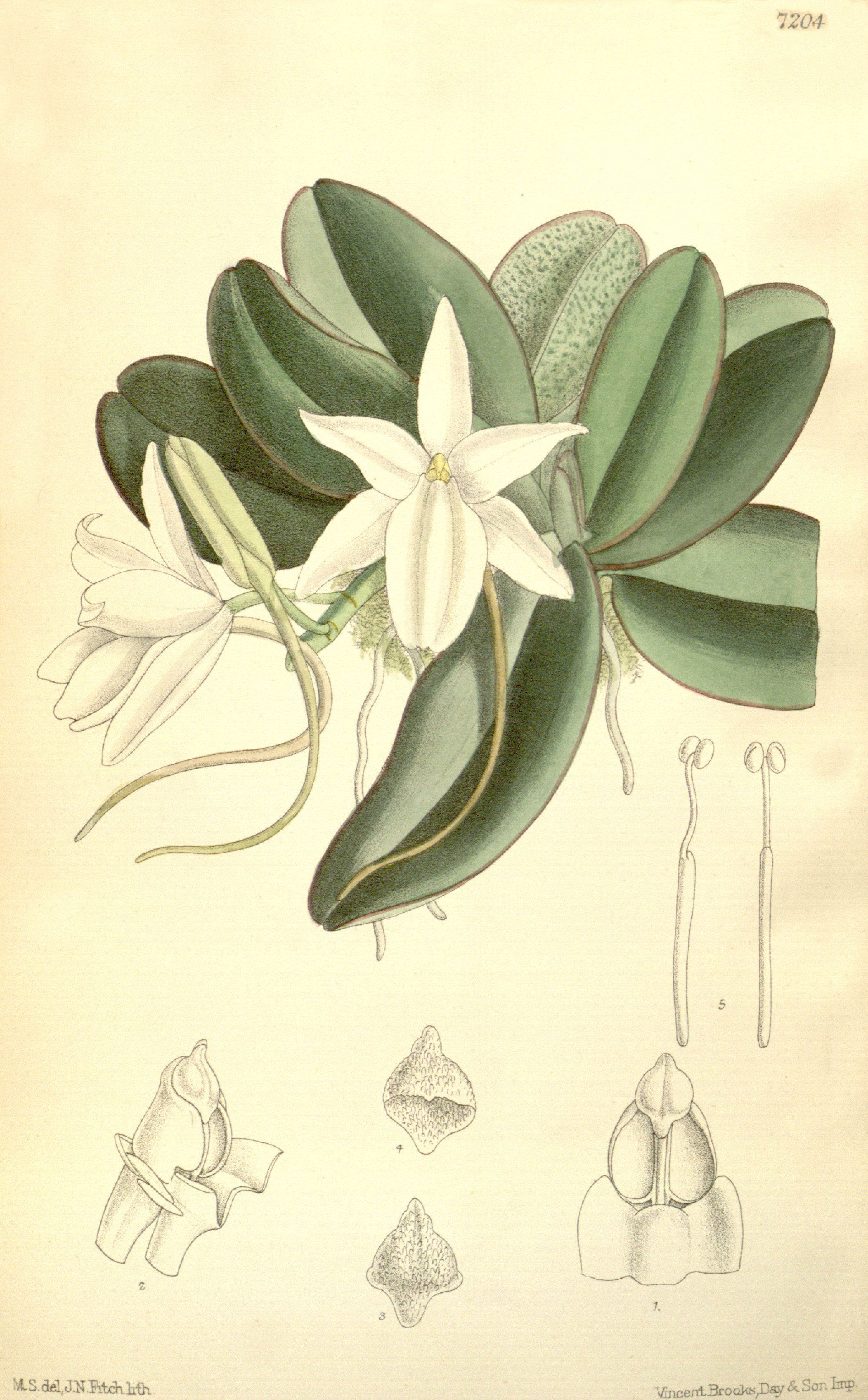
Aerangis fastuosa
(as Angraecum fastuosum)
Curtis' 117 (Ser. 3 no. 47) 7204 (1891)

## Descripción
Es una planta pequeña de tamaño que prefiere clima caliente a fresco, de hábito epífita, con tallo muy corto con varias hojas obovadas a oblongo-cuneiformes, carnosas, bi-lobulada de manera desigual en el ápice. Las flores son grandes, de larga duración y fragantes por la noche y se producen a fines del invierno y la primavera en una corta inflorescencia de 5 cm de largo con 1 a 6 flores con grandes brácteas florales.

## Distribución y hábitat
Se encuentra en Madagascar y se encuentra en la tierra de transición entre la llanura costera y la meseta central en bosques siempreverdes sobre ramitas y ramas pequeñas en alturas de 1000 a 1500 m s. n. m.

## Taxonomía
Aerangis fastuosa fue descrita por (Rchb.f.) Schltr. y publicado en Die Orchideen 598. 1914.
Etimología
El nombre del género Aerangis procede de las palabras griegas: aer = (aire) y angos = (urna), en referencia a la forma del labelo.
fastuosa: epíteto latino que significa "fastuosam orgullosa".
Sinonimia
- Angraecum fastuosum Rchb.f. (1881)
- Angorchis fastuosa (Rchb.f.) Kuntze (1891)
- Rhaphidorhynchus fastuosus (Rchb.f.) Finet (1907)

## Nombre común
- Español:la Aerangis magnífica[1]